# 仲川翔大
仲川 翔大（なかがわ しょうた、1987年5月23日 - ）は、日本のプロレスラー。
本名：同じ。所属はフリー。新潟県新潟市出身。血液型B型。

## 経歴
2011年

プロレスラーを目指す為、脱サラし、新潟から上京。SMASHに練習生として入門。
2012年

所属団体のSMASHが解散。
- 4月5日、TAJIRI以下元SMASH所属全選手、レフェリー、練習生とともに新団体「Wrestling New Classic」に移籍。
- 5月18日、HERO:6新木場1stRING大会で公開スパーリングとして、当時同じく練習生だった篠瀬三十七と対戦。
- 7月16日、WNC大阪大会にて「ハイステップ翔大」の名でレフェリーデビュー。(命名はTAJIRI、名前の由来は『なんとなく』で特に意味は無いとのこと)

以降、レフェリー兼練習生として活動する。
2013年
- 1月4日、「WNC FUTURE」板橋グリーンホール大会にて児玉ユースケとエキシビションマッチ。結果は0-1[1]。
- 9月29日、WNC川崎大会にて高橋匡哉とエキシビションマッチ。結果は0-0。試合後、TAJIRIから「今すぐにでもリングに上げられる」と試合内容、技術を高く評価されるも、「体がまだ未完成」との理由からプロデビューは見送りとなった。

2014年
- WNC崩壊後、「WRESTLE-1」へレフェリーとして所属のオファーを受けるも、あくまでプロレスラーとしてリングに上がりたいとの理由により辞退。
- 「REINA女子プロレス」を中心に様々な団体でレフェリー活動を続ける。
- 7月1日、レフェリーとしての活動は終了し、「ASUKA PROJECT」に練習生として所属になる。
- 11月27日、「ASUKA PROJECT」後楽園ホール大会にてプロデビュー。(vsウルフ智也＆鈴木心、パートナーは高橋匡哉)

2016年
- 7月16日、「北都プロレス」雨竜町大会に初参戦。以降、現在もレギュラーとして北都プロレスに参戦するようになる。

2017年

かつてレフェリーとして所属のオファーを受けた「WRESTLE-1」にプロレスラーとして参戦。所属団体の「ASUKA PROJECT」以外の他団体にも精力的に参戦し、数々の団体にレギュラーとして参戦する。
- 7月3日、「J STAGE」新木場1stRING大会にて、かつての師匠TAJIRIと初めて組み、葛西純&グンソ組と対戦。大流血の末敗れるも、大奮闘。TAJIRIから称賛される。
- 8月3日、「北都プロレス」南富良野大会にて右膝を負傷。右膝前十字靭帯断裂。その後、数試合欠場し10月まで活動するも、右膝前十字靭帯の再建手術に踏み切り、長期欠場となる。

2018年
- 7月28日、「ASUKA PROJECT」新宿FACE大会にて復帰。復帰戦がメインイベントで、かつての所属団体のベルトが懸かったWNCチャンピオンシップ選手権試合という異例の復帰戦となった。試合は王者・木藤裕次の足攻めから逆エビ固めで敗北。

2019年
- 3月18日、所属団体の「ASUKA PROJECT」が後楽園ホール大会をもって解散。自身3度目の所属団体解散となる。
- 4月27日、「J STAGE」新木場1stRING大会において、「J STAGE」の所属選手となったことを発表[2]。
- 9月10日、「J STAGE」後楽園ホール大会にて、オーストリアEWAインターコンチネンタル選手権試合、王者TAJIRIに挑戦し敗北。この試合がTAJIRIにとって弟子との初のタイトルマッチとなった。

数日後、右膝前十字靭帯を再断裂及び内側半月板損傷を発表。2度目の長期欠場となる。
2020年
- 10月2日、「瀧澤晃頼自主興行」新木場1stRINGにて約1年ぶりに復帰。

2022年
- 3月17日、自身初の自主興行『MONSTER'S PARTY #01』をARENA下北沢にて行う。 「マットプロレスが軸のミクスチャーイベント」と称し、プロレスとお笑いLIVEを交互に行う独自のスタイルで、その後も定期的に開催している。チケットは初回から全興行ソールドアウト。札止め記録を更新している。

2023年
- 6月25日、「新潟プロレス」三条大会に初参戦。これが自身初の地元凱旋となり、地元の新聞、テレビに取り上げられる。
- 6月30日、「J STAGE」を退団、フリーとなる。
- 11月27日、「北都プロレス」コンカリーニョ大会にて開催されたワンデイ・シングル・トーナメントin札幌の決勝戦にて前王者のカツオを破り優勝しHWC王座を戴冠。

## 人物
- 名前をよく「仲川」を「中川」に、「翔大」を「翔太」と間違えられる事を本人は気にしており、度々Twitterなどのやりとりで、間違えた相手に対して指摘している。
- 大の猫好きで保護猫活動にも取り組んでおり、自身のグッズなどの一部収益を動物保護団体に寄付する「さつしょぶんぜろぷろじぇくと」を行っている。
- 保護猫の兄妹、「ぴっぴ」と「ぴか」と暮らしている。
- 大のアルビレックス新潟ファン。

## 得意技
- バスソーキック
- ミサイルキック
- トラースキック
- 延髄斬り
- スワントーンボム

## 入場曲
- 『We Bring An Arsenal』Lostprophets  ※現在使用中
  - 『Re:make』ONE OK ROCK ※過去使用曲
  - 『Never Let This Go』ONE OK ROCK ※過去使用曲